# Jacek Tarczyło et Anna Miadzielec
Jacek Tarczyło et Anna Miadzielec, nés respectivement les 30 octobre 1982 et 8 avril 1990, sont des danseurs sportifs polonais.

## Palmarès

### Jeux mondiaux
- Médaille d'or en 2017 à Wrocław (Pologne)[1]

### Championnats du monde
- Champion du monde en 2011 à Munich (Allemagne)
- Champion du monde en 2013 à Winterthour (Allemagne)

### Championnats d'Europe
- Champion d'Europe en 2013
- Champion d'Europe en 2014
- Champion d'Europe en 2016[2]

### Championnats de Pologne
- Champion national de 2007 à 2012